# مجم
مُجُم جماعت و شهرکی در شمال غربی تاجیکستان است که در ناحیهٔ غانچی ولایت سغد قرار دارد. جمعیت این جماعت ۱۸٬۱۹۴ نفر است.